# Ei ssörrender
 (juin 2017).
Ei ssörrender est une expression datant de la fin de la Seconde Guerre mondiale.
Des avions anglais et américains jetaient des tracts destinés aux soldats des armées du IIIe Reich les incitant à se rendre. Il était indiqué en langue allemande de prononcer Ei ssörrender, translittération allemande de I surrender (Je me rends).

## Source
- Traduction : …Ceci est la prononciation anglaise et américaine du mot I surrender (Je me rends). Utilisez-la lorsque l'occasion se présente.